# Flux electric
Pentru alte utilizări ale termenului flux vezi articolul Flux (dezambiguizare).
Fluxul electric este o mărime ce caracterizează un câmp electric raportat la o suprafață. Legea lui Coulomb devine teoremă prin raportare la legea fluxului electric.